# La balada de Donna Helena
La balada de Donna Helena  es un mediometraje que forma parte de la primera incursión de  Fito Páez en el cine. El argumento  nació sobre la base de la inspiración a partir de la canción que lleva ese nombre incluida en el disco “El amor después del amor”.
En realidad, “Balada de Donna Helena”, es una canción que se escribió en el año 1990, para ser incluida en el disco “Tercer mundo”, pero según palabras del autor, “se encontraba fuera de contexto para con la idea original de ese disco”, entonces fue desechada. La grabación en sí fue dirigida por el propio Fito Páez, aunque recibió ayuda de Alejandro Maci y Roberto Mateo.

## Anecdotario
El proyecto fue financiado por el diario Página 12 y se pensó hacer una segunda parte, que escribiría junto al periodista  argentino Jorge Lanata, idea que nunca perduró.
La película fue presentada el 12 de marzo de 1994, un día antes del cumpleaños de Fito Páez, a las once y media de la noche. Este dato no fue casual, ya que el film dura media hora y terminó justamente cuando el cantante cumplía 31 años.

## Argumento
La película transcurre en dos lugares distintos y opuestos. Por un lado el infierno, interpretado en el film como un lugar para purgar las almas, en donde los que allí habitan deben mantener sus vicios terrenales para no ser enviados al abismo de la muerte eterna, y por otro lado la tierra.
Cuenta la historia de un ladrón de autos interpretado por Alejandro Urdapilleta y su compañero de andanzas que interpreta Darío Grandinetti.
La historia se le complica a este delincuente cuando en el afán de robar desesperadamente un coche para saldar sus deudas, se topa con una mujer, dueña del auto, interpretada por Susú Pecoraro, quien pertenece a una especie de secta religiosa, con el poder de hacer desaparecer gente con solo disparar su cámara fotográfica.

## Reparto
- Cecilia Roth
- Susú Pecoraro
- Alejandro Urdapilleta
- Darío Grandinetti
- Lito Cruz
- Eusebio Poncela
- María Luisa Bemberg

Vargas, Horacio (1994). FITO PAEZ - La Biografía - La Vida Después De La Vida.-. BUENOS AIRES: HOMO SAPIENS EDICIONES. 950-808-044-2.

- Datos: Q9019089